# Stenopsyche kodaikanalensis
Stenopsyche kodaikanalensis är en nattsländeart som beskrevs av Swegman och Coffman 1980. Stenopsyche kodaikanalensis ingår i släktet Stenopsyche och familjen Stenopsychidae. Inga underarter finns listade i Catalogue of Life.